# 2-oxazolidona
La 2-oxazolidona es un compuesto orgánico heterocíclico que contiene nitrógeno y oxígeno en un anillo de 5 miembros.

## Oxazolidinonas

### Auxiliares de Evans
Las oxazolidinonas son una clase de compuestos que contienen anillos de 2-oxazolidona en su estructura. En química, son útiles como auxiliares de Evans, que son usados para síntesis quiral. Generalmente, el sustrato cloruro de acilo reacciona con la oxazolidinona para formar una imida. Los sustituyentes en la posición 4 y 5 de la oxazolidinona dirigen cualquier reacción aldólica a la posición alfa del carbonilo del sustrato.

### Farmacéutica

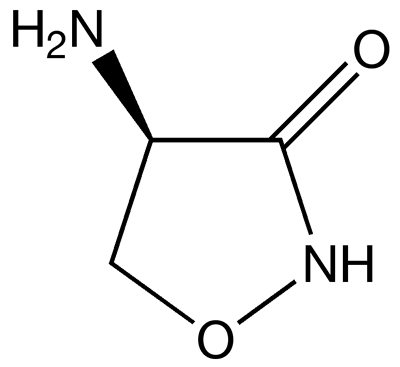
Estructura química de la cicloserina

Las oxazolidinonas son usadas como antibióticos. La primera oxazolidinona jamás usada fue la cicloserina (4-amino-1,2-oxazolidin-3-ona), un medicamento de segunda línea contra la tuberculosis desde 1956. Algunas de las oxazolidinonas más importantes son los antibióticos de última generación usados contra patógenos gram-positivos, incluyendo bacterias resistentes como Staphylococcus aureus resistente a la meticilina. Desarrollado durante los noventa con algunas cepas bacterianas haciéndose resistentes a antibióticos tales como la vancomicina. Estos antibióticos son considerados como una elección de última alternativa en su clase, está disponible para administración por vía intravenosa y también tiene la ventaja de tener una excelente biodisponibilidad oral.

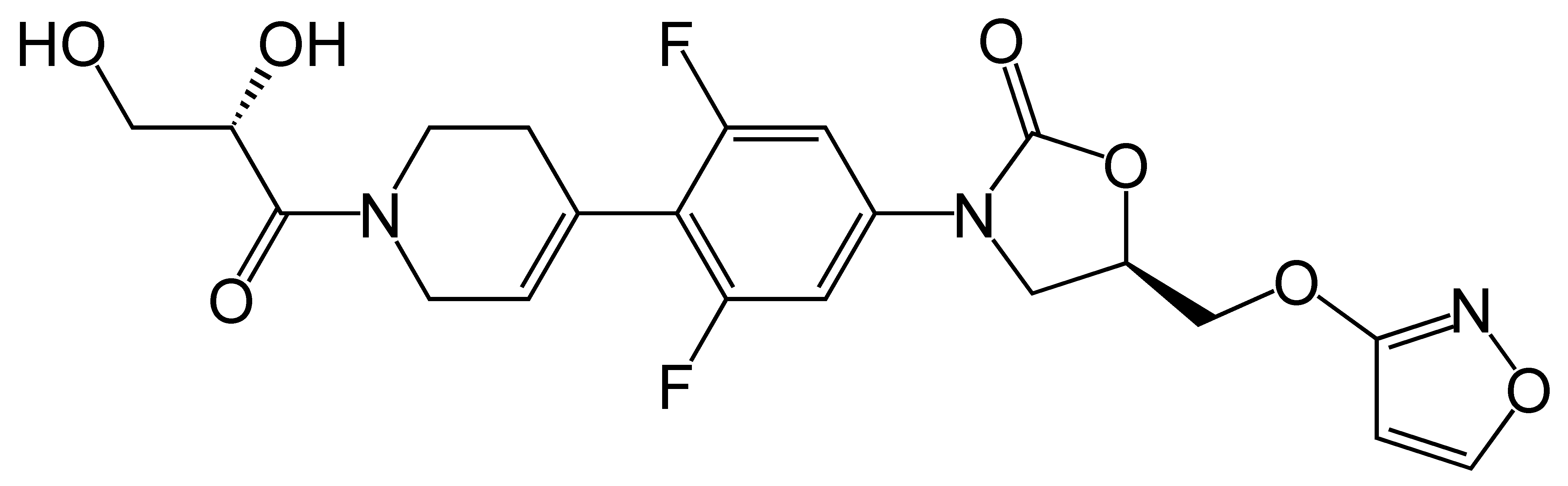
Estructura química del AZD2563.

El primer antibiótico 1,3-oxazolidinona disponible comercialmente fue el Linezolid. En el 2002, AstraZeneca introdujo posizolid (AZD2563). Los resultados indican que el posizolid tiene excelente actividad contra todas las bacterias gram-positivas, sin importar su resistencia a otras clases de antibióticos. 
Otro, torezolid está en ensayos clínicos. El anticoagulante rivaroxaban, un derivado de oxazolidinona, también está en ensayos.